# Micropterix carthaginiensis
Micropterix carthaginiensis és una espècie d'arna de la família Micropterigidae. Va ser descrita per Heath l'any 1986.
És una espècie endèmica de Tunísia.